# Estonia na Zimowych Igrzyskach Olimpijskich 2006
Estonię na Zimowych Igrzyskach Olimpijskich 2006 reprezentowało 28 zawodników. Był to siódmy start Estonii na zimowych igrzyskach olimpijskich.

## Wyniki reprezentantów Estonii

### Biathlon
Mężczyźni
- Dimitri Borovik

sprint - 74. miejsce
bieg indywidualny - 70. miejsce
- Roland Lessing

sprint - 59. miejsce
bieg pościgowy - 51. miejsce
bieg indywidualny - 62. miejsce
- Janno Prants

sprint - 76. miejsce
- Indrek Tobreluts

sprint - 41. miejsce
bieg pościgowy - 43. miejsce
bieg indywidualny - 66. miejsce
- Priit Viks

bieg indywidualny - 75. miejsce
- Dimitri Borovik, Indrek Tobreluts, Roland Lessing, Priit Viks

sztafeta - 15. miejsce
Kobiety
- Eveli Saue

sprint - 47. miejsce
bieg pościgowy - LAP
bieg indywidualny - 73. miejsce

### Biegi narciarskie
Mężczyźni
- Kaspar Kokk

15km stylem klasycznym - 35. miejsce
30km stylem łączonym - 19. miejsce
- Jaak Mae

15km stylem klasycznym - 5. miejsce
- Priit Narusk

15km stylem klasycznym - 45. miejsce
sprint - 41. miejsce
- Aivar Rehemaa

30km stylem łączonym - 32. miejsce
50km stylem dowolnym  - 35. miejsce
sprint - 54. miejsce
- Andrus Veerpalu

15km stylem klasycznym - 
- Peeter Kümmel

sprint - 38. miejsce
- Anti Saarepuu

sprint - 8. miejsce
- Aivar Rehemaa, Andrus Veerpalu, Jaak Mae, Kaspar Kokk

sztafeta - 8. miejsce
- Priit Narusk, Anti Saarepuu

bieg drużynowy - 14. miejsce
Kobiety
- Tatjana Mannima

10km stylem klasycznym - 51. miejsce
30km stylem dowolnym - 41. miejsce
sprint - 41. miejsce
- Kaili Sirge

10km stylem klasycznym - 56. miejsce
30km stylem dowolnym - DNF
sprint - 47. miejsce
- Kristina Šmigun

10km stylem klasycznym - 
15km stylem łączonym - 
30km stylem dowolnym - 8. miejsce
- Silja Suija

10km stylem klasycznym - 49. miejsce
- Piret Pormeister

sprint - 54. miejsce
- Piret Pormeister, Silja Suija, Kaili Sirge, Tatjana Mannima

sztafeta - 17. miejsce
- Piret Pormeister, Kaili Sirge

bieg drużynowy - 15. miejsce

### Kombinacja norweska
Mężczyźni
- Tambet Pikkor

kombinacja indywidualna sprint - 34. miejsce
kombinacja indywidualna - 33. miejsce

### Łyżwiarstwo figurowe
Kobiety
- Elena Glebova - 28. miejsce

Pary
- Diana Rennik, Aleksei Saks - 17. miejsce

### Narciarstwo alpejskie
Kobiety
- Tiiu Nurmberg

slalomgigant - 34. miejsce
slalom - 44. miejsce
Mężczyźni
- Deyvid Oprja

slalomgigant - 45. miejsce
slalom - DNS

### Skoki narciarskie
Mężczyźni
- Jaan Jüris

skocznia normalna - 50. miejsce
skocznia duża - 48. miejsce
- Jens Salumäe

skocznia normalna - 32. miejsce
skocznia duża - 23. miejsce